# Shajahanpur
Shajahanpur (en bengali : শাজাহানপুর) est une upazila du Bangladesh dans le district de Bogra. En 2011, elle dénombrait 289 804 habitants.